# Sphecomorpha faurei
Sphecomorpha faurei är en skalbaggsart som beskrevs av Tavakilian och Peñaherrera 2007. Sphecomorpha faurei ingår i släktet Sphecomorpha och familjen långhorningar. Inga underarter finns listade i Catalogue of Life.